# إليزابيث سكارليت
إليزابيث سكارليت (بالإنجليزية: Elizabeth Scarlett)‏ هي أكاديمية أمريكية، ولدت في 11 أبريل 1961 في بروكلين في الولايات المتحدة.